# Amnirana longipes
Amnirana longipes é uma espécie de anfíbio da família Ranidae.
É endémica dos Camarões.
Os seus habitats naturais são: florestas subtropicais ou tropicais húmidas de baixa altitude, regiões subtropicais ou tropicais húmidas de alta altitude, savanas húmidas, campos de altitude subtropicais ou tropicais e rios.
Está ameaçada por perda de habitat.